# Reißkofel
 El Reißkofel está, a 2.371 metros sobre el Adriático, es el pico más alto de los Alpes de Gailtal al este de los Dolomitas de Lienz. Está situado en el centro de la cordillera Gailtal, parte de los Alpes sudorientales, en el estado austríaco de Carintia. 
El macizo está formado principalmente por piedra caliza coralina y dolomita. Es un pico con una prominencia de unos 1.390 m, ya que está situado entre picos mucho más bajos. Se encuentra entre el valle del Drava, al norte, cerca de la ciudad de Greifenburg, y el valle del Gail al sur. La montaña es el punto culminante de una larga cresta, y es empinada y rocosa en sus caras norte y sur. Fue escalada por primera vez en 1848 por Johann Festin von Wald.